# Physcomitrium indicum
Physcomitrium indicum là một loài Rêu trong họ Funariaceae. Loài này được (Dixon) Gangulee mô tả khoa học đầu tiên năm 1969.